# 1470
1470 (MCDLXX) je bilo navadno leto, ki se je po julijanskem koledarju začelo na ponedeljek.

## Dogodki
- 1. januar

## Rojstva
- Ramananda, indijski hindujski guru in socialni reformist (* okoli 1400)

## Smrti
- Mihael Kritobul - bizantinski zgodovinar in politik (* okoli 1410)
- Simeon Olelkovič, zadnji knez Kijevske kneževine (* 1420)